# Zambski Kościelne (gromada)
Zambski Kościelne – dawna gromada, czyli najmniejsza jednostka podziału terytorialnego Polskiej Rzeczypospolitej Ludowej w latach 1954–1972.
Gromady, z gromadzkimi radami narodowymi (GRN) jako organami władzy najniższego stopnia na wsi, funkcjonowały od reformy reorganizującej administrację wiejską przeprowadzonej jesienią 1954 do momentu ich zniesienia z dniem 1 stycznia 1973, tym samym wypierając organizację gminną w latach 1954–1972.
Gromadę Zambski Kościelne z siedzibą GRN w Zambskach Kościelnych utworzono – jako jedną z 8759 gromad na obszarze Polski – w powiecie pułtuskim w woj. warszawskim, na mocy uchwały nr VI/10/17/54 WRN w Warszawie z dnia 5 października 1954. W skład jednostki weszły obszary dotychczasowych gromad Szygówek, Tocznabiel, Zambski Kościelne i Zambski Stare oraz kolonie Mroczek i Kalinowo z dotychczasowej gromady Gostkowo ze zniesionej gminy Obryte w tymże powiecie. Dla gromady ustalono 12 członków gromadzkiej rady narodowej.
31 grudnia 1959 1 stycznia 1960 z gromady Zambski Kościelne wyłączono wieś Szygówek, włączając ją do nowo utworzonej gromady Kleszewo gromady Pułtusk w tymże powiecie, po czym gromadę Zambski Kościelne zniesiono a jej (pozostały) obszar włączono do gromady Obryte tamże (wykreślone zmiany retroaktywnie uchylone uchwałami z 25 lutego 1960).